# Liogenys zischkai
Liogenys zischkai är en skalbaggsart som beskrevs av Frey 1965. Liogenys zischkai ingår i släktet Liogenys och familjen Melolonthidae. Inga underarter finns listade i Catalogue of Life.